# رحلة النسيان (فلم)
رحلة النسيان فيلم رومانسي مصري عرض العام 1978 وهو من بطولة نجلاء فتحي، محمود ياسين، هويدا وتهاني راشد، الفيلم عن قصة للكاتب والصحفي المصري موسى صبري ومن إخراج أحمد يحيى.

## القصة
قصة الفيلم تدور حول خطيب
الفيلم صور في جمهورية مصر ودولة الكويت.[بحاجة لمصدر]